# 양지은
양지은(梁支銀, 1990년 1월 9일~)은 대한민국의 국악인, 트로트 가수이다.

## 학력
- 한림초등학교 (졸업)
- 한림여자중학교 (졸업)
- 한림고등학교 (졸업)
- 전남대학교 국악학과 (학사)
- 연세대학교 교육대학원 음악교육학과 (석사)

## 음반
- 2021년 그 강을 건너지 마오
- 2021년 사는 맛
- 2021년 운명처럼 다시오세요
- 2022년 情(정)
- 2024년 정규 1집 - 소풍

## 방송
- 2020년 MBC 《오! 나의 파트, 너》
- 2020년 TV조선 《내일은 미스트롯2》
- 2021년 TV조선 《TV조선 뉴스 9》
- 2021년 TV조선 《신청곡을 불러드립니다 - 사랑의 콜센타》
- 2021년 TV조선 《뽕숭아학당》
- 2021년 TV조선 《내일은 미스트롯2 토크 콘서트》
- 2021년 JTBC 《아는형님》 게스트 - With 미스트롯2 TOP7
- 2021년 TV조선 《내 딸 하자》
- 2021년 MBC 에브리원 《비디오스타》
- 2021년 TV조선 《화요청백전》
- 2021년 MBC 에브리원 《대한외국인》
- 2021년 MBC 《볼빨간 신선놀음》
- 2021년 SBS MTV 《더 쇼》
- 2021년 엠넷 《TMI NEWS》
- 2021년 MBC M 《쇼 챔피언》
- 2021년 TV조선 《스타다큐 마이웨이》
- 2021년 TV조선 《식객 허영만의 백반기행》
- 2021년 STATV 《아이돌 리그》
- 2021년 KBS1 《아침마당》
- 2021년 MBC 《미스터리 음악쇼 복면가왕》
- 2021년 TV조선 《와카남》
- 2021년 TV조선 《달 뜨는 소리》
- 2021년 KBS2 《슈퍼맨이 돌아왔다》
- 2021년 TV조선 《화요일에 만나요》
- 2021년 TV조선 《화요일은 밤이 좋아》
- 2021년 MBC 《어린이에게 새생명을》
- 2022년 KBS1 《국악한마당》
- 2022년 KBS2 《제주 4·3 사건 추모 방송》
- 2022년 KBS2 《누가누가 잘하나》
- 2022년 TV조선 《개나리학당》
- 2022년 MBC 《황금어장 라디오스타》
- 2022년 MBC 《오히려 좋아》
- 2022년 MBN 《우리들의 쇼10》
- 2022년 TV조선 《바람의 남자들》
- 2022년 TV조선 《국가가 부른다》
- 2023년 LG헬로비전 《제철 요리해 주는 옆집 누나》
- 2024년 KBS2 《신상출시 편스토랑》
- 2024년 TV조선 《미스터로또》
- 2024년 KBS2 《불후의 명곡》
- 2024년 MBC 《구해줘! 홈즈》
- 2024년 TV조선 《미스쓰리랑》
- 2024년 MBC 《푹 쉬면 다행이야》
- 2024년 KBS 1TV 《가요무대》 : 1880회(12월 30일)

## 광고
- 김정문 알로에
- 종근당건강 코어틴
- 종근당건강 아이커(With 김태연)
- 중소기업중앙회 노란우산(With 김준현)

## 수상 내역
- 2000년 KBS 전국 어린이 동요대회 최우수상
- 2005년 제12회 서울 전국 국악경연대회 중고등부 판소리부문 우수상
- 2006년 제10회 목사고을 나주 전국국악경연대회 대상
- 2006년 제4회 전국국악대제전 장려상
- 2009년 제2회 목포판소리 학생전국대회 대학부 최우수상
- 2012년 제5회 목포 유달 전국 국악대전 일반부 대상
- 2021년 TV조선 내일은 미스트롯2 진(眞) 우승
- 2021년 서울 석세스 어워드 문화부문 트로트 대상

## 홍보대사
- 2021년 제주특별자치도 홍보대사
- 2022년 중소기업중앙회 노란우산 홍보대사

## 가족 관계
- 아버지: 양보윤
- 어머니: 조금숙
- 형부: 이한결
- 언니: 양지영
- 남동생: 양정훈
- 배우자: 조창욱
  - 아들: 조의진 (2017년 ~ )
  - 딸: 조의연 (2019년 ~ )